# Bernard Fiocco
Bernardus Joannes Josephus (Bernard) Fiocco (Brussel, 5 november 1764 – Kontich, 17 juni 1849) was een Belgisch politicus. 

## Levensloop
Fiocco was afkomstig uit Brussel en geneesheer van beroep. Hij was actief in de Kontichse gezondheidscommissie.
In 1801 werd hij maire van de gemeente Aartselaar, nadat hij was voorgesteld door voormalig burgemeester Petrus De Greef. Hij behield deze positie tot 1830. Ook zetelde hij van 1828 tot 1829 in de provinciale staten van Antwerpen. 
Terzelfder tijd was hij van 1818 tot 1830 gemeenteraadslid en schepen in Kontich waar hij woonachtig was. In 1836 werd hij er opnieuw gemeenteraadslid en vanaf 1841 burgemeester van deze gemeente. Een mandaat dat hij zou vervullen tot aan zijn dood. Tevens was hij vanaf 1838 Antwerps provincieraadslid, een mandaat dat hij uitoefende tot 1848. Hij behoorde tot de katholieke strekking.